# كانغ سونغ هيون
كانغ سونغ هيون (بالكورية: 강승현)‏ هي عارضة أزياء كورية جنوبية. ولدت يوم 22 سبتمبر 1987 في سول في كوريا الجنوبية.

## روابط خارجية
- كانغ سونغ هيون على موقع قاعدة بيانات الفيلم (الإنجليزية)
- كانغ سونغ هيون على موقع دليل عارضات الأزياء (الإنجليزية)